# 요쿨사아푤룸강

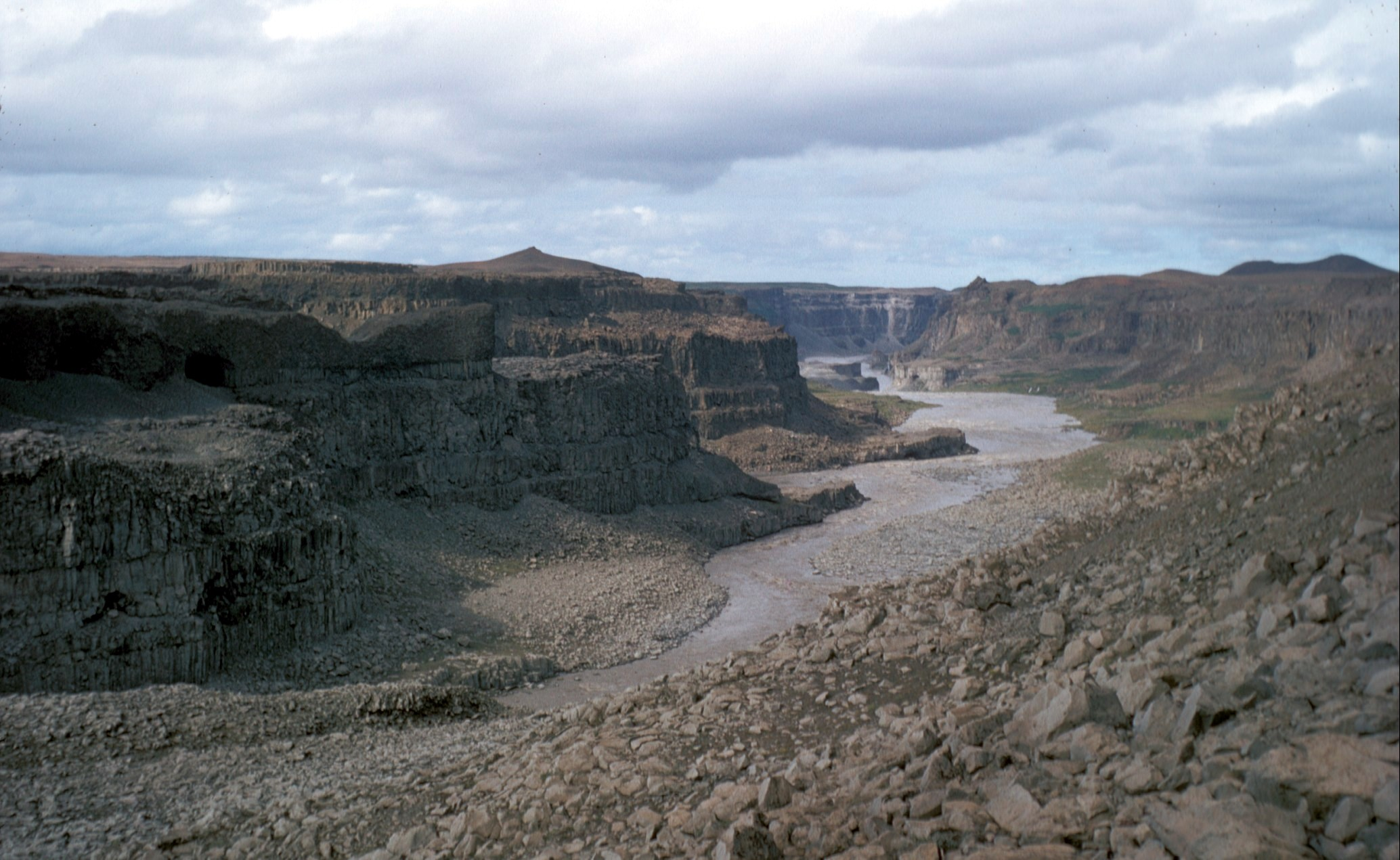
요쿨사아푤룸강

요쿨사아푤룸강(아이슬란드어: Jökulsá á Fjöllum)은 아이슬란드를 흐르는 강이다. 아이슬란드에서 두 번째로 가장 긴 강으로, 총 길이는 206 km이다. 바트나이외쿠틀에서 녹은 것이 흐르는 것으로, 그린란드해로 흐른다. 셀포스, 데티포스, 하프라글리스포스 등의 많은 폭포가 있어, 유럽에서 가장 강력한 폭포가 많은 강 중 두 번째이다.
강은 아이슬란드의 세 개의 국립공원 중 바트나이외쿠틀 국립공원에 속하고 있다.